# Supersound und flotte Sprüche
Supersound und flotte Sprüche (Originaltitel Can’t Stop the Music), in Deutschland auch unter dem Titel The Village People – Can’t Stop the Music bekannt, ist eine US-amerikanische Musical-Komödie aus dem Jahr 1980. Der Film handelt von der fiktiven Entstehungsgeschichte der Village People, deren Mitglieder sich in der Produktion selbst verkörperten.
Die Idee zum Film stammt von Allan Carr, der 1977 mit Grease ein an den Kinokassen sehr erfolgreiches Musical produziert hatte. Er lernte die Village People auf einer Party kennen und beschloss nach einem Treffen mit deren Gründern Henri Belolo und Jacques Morali, eine fiktionalisierte Version ihrer Entstehungsgeschichte zu verfilmen, wobei er auch am Drehbuch mitschrieb.
Supersound und flotte Sprüche kam am 19. Juni 1980 in die US-amerikanischen Kinos. Die Produktion wurde von der dortigen Filmkritik verrissen, zudem war der Film auch finanziell ein Misserfolg. Ein Hauptgrund für letzteres war wahrscheinlich die zum Veröffentlichungszeitpunkt stark gesunkene Beliebtheit des Disco-Genres in den Vereinigten Staaten. Supersound und flotte Sprüche war neben Xanadu Inspiration für die Verleihung des Negativpreises Goldene Himbeere.

## Handlung
Jack Morell würde gerne Singer-Songwriter werden, konnte sich in diesem Beruf aber bislang nicht etablieren und arbeitet deswegen als DJ in der New Yorker Diskothek Saddle Tramps. Sam, die ihn bei sich wohnen lässt, feiert dagegen als Model große Erfolge, will diesen Beruf jedoch bald aufgeben, da sie in der Branche bereits als alt gilt. Eines Tages wird sie Zeugin, wie ein von Jack geschriebenes, ihr gewidmetes Lied positiv aufgenommen wird, weswegen sie sich bereit erklärt, ihm mittels ihrer Verbindungen einen Plattenvertrag zu besorgen.
Dafür wendet sie sich an ihren Ex-Freund Steve Waits, Präsident der Plattenfirma Marrakech Records. Die beiden trennten sich, da ihm die Arbeit letztlich wichtiger war als Sam. Er sagt zu, sich Jacks Demoaufnahme anzuhören, wobei es ihm nicht wirklich um die Musik geht. Er will stattdessen wieder mit Sam zusammenkommen. Weil diese glaubt, dass Jacks Gesangstalent Steve nicht überzeugen wird, rekrutiert sie mehrere junge Männer, die alle bestimmte Berufsgruppen imitierten. Der „Indianer“ Felipe ist ihr Nachbar und arbeitet in der Saddle Tramps als Kellner sowie Go-go-Tänzer. Ihr Kollege David mimt einen Bauarbeiter, während sie den „Cowboy“ Randy im Greenwich Village aufgreift. Sam verspricht, ihnen ein nobles Abendessen zu spendieren, wenn sie im Gegenzug Jacks Lieder für Steve vortragen.
Am Tag der Aufnahme, die in Jacks und Sams Wohnung stattfindet, kommt es zu chaotischen Szenen, als mehrere eigentlich unbeteiligte Personen dorthin kommen. Lulu Brecht soll Sam für deren ehemalige Agentin Sydney Channing vom Ruhestand abhalten. Lulu ist allerdings eher daran interessiert, die anwesenden Männer zu verführen. Der Anwalt Ron White, der im Auftrag von Sams Schwester einen Kuchen bei Jack abliefern will, wird auf dem Weg von einer Seniorin überfallen. Vor der Aufnahme bietet Lulu Jack Drogen an, was ihn beunruhigt, als deren Freundin Alicia einen Polizisten mitbringt. Ray ist allerdings kein echter Beamter, sondern ein weiterer Nachwuchssänger. Schließlich nimmt Jack mit der Gruppe das Lied Magic Night auf, während der von Lulu bedrängte Ron die Flucht ergreift.
Am nächsten Tag trifft Sam auf Ron, der sich für seinen Nervenzusammenbruch vom Vortag entschuldigt. Er begleitet Sam in ihre Wohnung, wo er versehentlich Lasagne auf seiner Kleidung verschüttet. Nachdem sie ihm beim Ausziehen hilft, haben die beiden wenig später miteinander Sex. Tags bietet Ron Jack sein Kanzlei-Büro an der Wall Street als Vorsprechraum für weitere Bandmitglieder an. Dort fällt Jacks Wahl auf den Lederkleidung tragenden Glenn, der ihn mit einer Danny Boy-Darbietung beeindruckt, sowie auf den „G.I.“ Alex. Die zwei bilden nun zusammen mit David, Randy, Felipe und Ray eine Band. Als Rons wohlhabende Mutter Norma dazustößt, gibt diese der Gruppe mit einer beiläufigen Bemerkung ihren Namen Village People als Anspielung auf den Herkunftsort der Mitglieder, dem Greenwich Village. Ron kündigt kurz darauf, weil sein Vorgesetzter Richard Montgomery die Village People nicht als Klienten haben will.
Nachdem die Band in der Young Men’s Christian Association während einer Gruppennummer zusammen mit anderen Männern Sport macht und duscht, nimmt sie die Demo Liberation auf. Danach werden Jack und Sam bei Steve vorstellig. Weil dieser den Village People keine großen Erfolgschancen gibt, erhält Jack von ihm nur einen Plattenvertrag in niedriger Höhe, den Sam ablehnt. Sie und Jack beschließen, die Gruppe selbst zu finanzieren. Sie wollen deswegen eine Party veranstalten, auf die es nur gegen Bezahlung Zutritt gibt. Um hierfür aufzukommen, willigt Sam ein, wieder für ihre alte Agentur zu arbeiten und einen Milch-Werbespot zu drehen, allerdings nur zusammen mit der Band. Die Werbetreibenden sind vom Spot, in dem mehrere Jungen durch das Trinken von Milch zu den Village People heranwachsen, entrüstet und lehnen ihn ab. Die Gruppe wird schließlich von Norma eingeladen, auf einer von ihr organisierten Benefiz-Veranstaltung in San Francisco erstmals vor Publikum aufzutreten.
Sam überzeugt Steve, mit nach San Francisco zu kommen, indem sie ihm als Gegenleistung ein romantisches Wochenende verspricht. Als Ron dies mitbekommt, ist er extrem aufgebracht, weswegen sich Sam von ihm trennt. In seinem Privatjet trifft Steve statt Sam Jack und dessen Mutter Helen. Steve weigert sich zunächst, ihren Forderungen nach einem besseren Plattenvertrag nachzukommen, bis Helen ihn dank ihrer Kreplach umstimmt und er sich bereit erklärt, Band-T-Shirts als Merchandise in Japan zu verkaufen. In der Umkleide vor dem ersten Auftritt der Gruppe entschuldigt sich Ron bei Sam für seine hysterische Reaktion und hält um ihre Hand an. Kurz darauf erscheint Montgomery und bietet Ron nicht nur an, als Juniorchef für die Kanzlei zu arbeiten, sondern auch, die Band als Klienten aufzunehmen. Schließlich treten die Village People auf und werden für ihr Debüt Can’t Stop the Music gefeiert.

## Produktion

### Entstehung
Der Filmproduzent Allan Carr wohnte 1979 bei einer von Jacqueline Bisset veranstalteten Party einem Auftritt der Village People bei. Carr, der im Jahr davor mit Grease ein an den Kinokassen sehr erfolgreiches Musical finanziert hatte, fand Gefallen an der Band. Sie war vor allem in der LGBT-Gemeinschaft beliebt, da sie nach Ansicht deren Mitglieder typische Elemente der Macho-Kultur mit ihren Auftritten und Kostümen auf den Kopf stellte. Carr, der selbst homosexuell war, kam noch auf der Feier die Idee, ein Filmmusical über die Band zu produzieren. Er traf sich kurz darauf mit Henri Belolo und Jacques Morali, den Gründern der Village People. Nachdem sie Carr deren Entstehungsgeschichte geschildert hatten, beschloss er, ebendiese in seinem Film zu behandeln, wenn auch größtenteils fiktionalisiert. Er beauftragte den Komiker Bruce Vilanch und Bronte Woodard, seinen Grease-Co-Autor, mit dem Verfassen eines ersten Drehbuch-Entwurfs, wobei das fertige Skript von Carr und Woodard stammte. Trotz der fiktiven Entstehung der Village People im Film fanden sich im Drehbuch einige Anspielungen auf reale Aspekte der Gruppe. Die Handlung um Jack Morell ist lose an Moralis Karriereweg angelehnt. Marrakech Records bezieht sich auf Casablanca Records, das damalige Label der Band.
Supersound und flotte Sprüche war Teil einer Vereinbarung von Carr mit EMI Films, einer Tochtergesellschaft der britischen Plattenfirma EMI. Einige deren Angestellter finanzierten seit 1969 als Co-Produzenten etliche Filme mit. Für Supersound und flotte Sprüche zeichnete der EMI-Films-Mitarbeiter Barry Spikings verantwortlich. Carr sollte für EMI Films neben Supersound und flotte Sprüche eine Chicago-Verfilmung mit Liza Minnelli und Goldie Hawn sowie ein Josephine-Baker-Biopic mit Diana Ross in der Hauptrolle produzieren. Neben Carr waren Belolo und Morali die weiteren Produzenten von Supersound und flotte Sprüche.
Obwohl die Charaktere der Village People stereotype Schwärme homosexueller Männer abbildeten, der Songwriter Morali in mehreren Liedern versteckte Anspielungen auf Homosexualität platzierte und die Mitglieder Randy Jones sowie Felipe Rose selbst offen schwul sind, wurden alle Village People im Film als heterosexuelle Frauenschwärme dargestellt. Diese Entscheidung diente vermutlich dazu, ein Mainstream-Publikum anzusprechen, zumal Carr von jedem Bandmitglied verlangt haben soll, während der gesamten Produktionsphase „nicht homosexuell“ zu sein. Seine Motivation hierfür könnten Vorankündigen in Filmzeitschriften gewesen sein, die die Produktion als „thematisch schwul“ bezeichneten, worauf Carr Richtigstellungen forderte. Weil jedoch auch queere Männer eine wichtige Zielgruppe für den Film waren, fanden die Autoren eine Art Kompromiss. So gibt es in der Handlung neben einer heterosexuellen Beziehung auch Szenen, in denen die Village People mit leicht bekleideten Männern Sport machen und zusammen duschen.

### Besetzung
Carr wollte die Hauptrolle Sam mit Bisset besetzen, die aber ablehnte. Eine Verpflichtung von Olivia Newton-John, der Hauptdarstellerin aus Grease, scheiterte, weil sie Änderungen am Drehbuch und John Farrar, einen Musikproduzenten, mit dem sie damals häufig zusammenarbeitete, statt Morali als Liedtexter verlangte. Newton-John übernahm stattdessen die Hauptrolle im zur selben Zeit gedrehten Disco-Filmmusical Xanadu. Weil Carrs dritte Wahl Cher ebenfalls absagte, sollte Raquel Welch die weibliche Hauptrolle verkörpern. Die Village People lehnten sie ab, da der „Bauarbeiter“ David Hodo während seiner Zeit als Musicaldarsteller „Horrorgeschichten“ einiger Kollegen über ihr angebliches schwieriges Verhalten zu hören bekam. Deshalb wurde schließlich Valerie Perrine verpflichtet.
Erste Presseankündigungen erwähnten neben Perrine unter anderem Chita Rivera und Pat Ast als Ensemblemitglieder. Die zwei verließen die Produktion allerdings vor Beginn der Dreharbeiten, während die Hauptrolle Jack mit dem jungen Steve Guttenberg besetzt wurde. Für Ron, die zweite männliche Hauptrolle, wählten die Produzenten Caitlyn Jenner. Jenner, die mehr als vierzig Jahre vor dem Coming-out als trans Frau unter anderem die olympische Goldmedaille im Zehnkampf gewonnen und in der Disziplin mehrere Rekorde aufgestellt hatte, besaß keinerlei Schauspielerfahrung, war jedoch aufgrund der sportlichen Erfolge in den Medien häufig präsent. Auf die Frage eines Reporters nach dem Grund für das Schauspiel-Debüt antwortete Jenner, dass Wheaties (in den USA bekannte, oft von Sportlern beworbene Frühstücksflocken) allein nicht zum Leben reichten. Carr bezeichnete Jenner in der New York Times als „Robert Redford der 1980er Jahre“, zudem werde Supersound und flotte Sprüche für Perrine denselben Effekt haben wie Die Kunst zu lieben für Ann-Margret (diese erhielt für ihre Leistung Kritikerlob sowie eine Oscar-Nominierung).
Neben den Village People waren in der Szene, in der Vorsprechen für neue Bandmitglieder abgehalten werden, weitere Personen aus dem Musikbereich zu sehen. Zu diesen gehörten Blackie Lawless, Sänger bei den New York Dolls und W.A.S.P., sowie Peter Tramm, ein in der Branche bekannter Background-Tänzer. Ein Mitglied der Village People fehlte im Film. Der erste Frontmann Victor Willis verließ die Band aufgrund Streitigkeiten in der Präproduktionsphase. Deswegen besetzten die Produzenten auch die Rolle Alicia Edwards, die auf Willis’ Wunsch für seine Lebensgefährtin Phylicia Rashād in das Skript eingebaut wurde, mit der Entertainerin Altovise Davis sowie Willis’ Part des „Polizisten“ mit seinem Nachfolger Ray Simpson um.

### Dreharbeiten
Regie bei Supersound und flotte Sprüche führte die Schauspielerin Nancy Walker. Für Walker war dies die erste Regiearbeit an einem Spielfilm; sie hatte zuvor bereits bei einigen Episoden von Serien, hauptsächlich Sitcoms, Regie geführt. Ein weiteres bekanntes Mitglied des Produktionsteams war die Oscarpreisträgerin Theoni V. Aldredge, die die Kleidung der Village People gestaltete. Die britische Choreografin Arlene Phillips, die damals neben dem Filmgeschäft auch am Broadway arbeitete, war am Anfang der Dreharbeiten im siebten Monat schwanger. Eine Woche nach der Geburt nahm sie ihre Arbeit am Film wieder auf, für dessen Choreografie sie sich an alten Produktionen von Busby Berkeley mit vielen Tänzern und komplexen Bewegungen orientierte.
Während des Drehs beschloss Carr, den ursprünglichen Titel Discoland: Where the Music Never Ends in Can’t Stop the Music umzuändern, eine Anspielung auf Morellis Plattenfirma Can’t Stop Productions. Er begründete dies mit den im Film enthaltenen Balladen und Broadway-Nummern ähnelnden Liedern, durch die der Titel Discoland ungenau sei. Allerdings war dies wahrscheinlich nicht Carrs einziger Beweggrund. Am 12. Juli 1979, einige Wochen vor Beginn der Dreharbeiten, kam es zur Disco Demolition Night. Während eines Baseballspiels der Chicago White Sox und Detroit Tigers konnten Zuschauer Disco-Alben mitbringen, die der Veranstalter während einer Spielpause in die Luft sprengte. Die Mehrheit der Anwesenden stürmte anschließend aufs Spielfeld, worauf ein Aufruhr entstand, der die Zerstörung des Platzes und etliche Festnahmen zur Folge hatte. In den USA wurde das Ereignis als Höhepunkt der bereits sinkenden Popularität des Disco-Genres im Land betrachtet. In dieser Zeit verkauften viele Disco-Musiker, unter anderem die Village People, weniger Alben. Carr erklärte gegenüber der New York Times, dass er die Gruppe, sofern sie nicht mehr beliebt sei, mithilfe des Films „wiederbeleben“ werde.
Die Dreharbeiten starteten am 20. August 1979 und dauerten insgesamt elf Wochen. Von diesen fanden acht in Los Angeles statt, die restlichen drei in New York und San Francisco. Auf Fire Island, einem bei Homosexuellen beliebten Ferienort, spielende Szenen mussten wegen starken Dauerregens gestrichen werden. Die meisten Sequenzen wurden in den MGM Studios in Culver City gedreht, als Schauplatz der YMCA-Musiknummer, deren Statisten Carr persönlich auswählte und anwies, diente die Zweigstelle der Organisation in Glendale. Drehorte in New York waren unter anderem der Times Square und das Greenwich Village. Als Schauplatz der 2.000 Statisten zählende Endszene diente die La Galleria, die größte Schwulendisco San Franciscos.
Die Dreharbeiten waren von zahlreichen Zwischenfällen geprägt. So fiel Hodo während der Nummer I Love You To Death von einem Gerüst. Trotz einer dadurch erlittenen Kopfverletzung kehrte er bereits am nächsten Tag zum Set zurück. Daneben gerieten Walker und Perrine immer wieder in Streit, weswegen sich erstere schließlich weigerte, mit der Schauspielerin zusammenzuarbeiten. Deswegen mussten Szenen, in denen diese vorkam, vom Kameramann Bill Butler gedreht werden. Zudem störten LGBT-Aktivisten mehrmals den Dreh. Allerdings war dies einem Versehen geschuldet. Die Betroffenen wollten die Dreharbeiten des wegen seiner Handlung von vielen Homosexuellen als homophob empfundenen Films Cruising behindern. Die gemeinsame Drehgegend der beiden Produktionen führte dazu, dass die Demonstranten die Sets häufig miteinander verwechselten.

### Soundtrack
Morali komponierte die zehn Filmlieder, wobei Willis im Abspann Erwähnung als Co-Autor der Lieder Milkshake und Magic Night fand. Ein paar der Soundtrack-Stücke stammten von anderen Interpreten als den Village People. Dies war zu einem The Ritchie Family, eine in der Disco-Ära beliebte Girlgroup, die am Ende des Films auch vor der Kamera stand. Interpret der Lieder Samantha und The Sound of the City war laut Abspann David London. Das war das Pseudonym von Fergie Frederiksen, einem Frontmann mehrerer Rockbands, unter anderem Trillion.
| Titel                 | Sänger             | Länge |
| --------------------- | ------------------ | ----- |
| Can’t Stop the Music  | Village People     | 03:35 |
| Samantha              | David London       | 03:15 |
| Give Me a Break       | The Ritchie Family | 03:30 |
| Liberation            | Village People     | 03:33 |
| Magic Night           | Village People     | 03:22 |
| The Sound of the City | David London       | 04:41 |
| Milkshake             | Village People     | 02:54 |
| Y.M.C.A.              | Village People     | 03:21 |
| I Love You to Death   | Village People     | 03:03 |
| Sophistication        | The Ritchie Family | 03:52 |

## Veröffentlichung

### Marketing
Das Budget von Supersound und flotte Sprüche betrug während des Drehs 13,5 Millionen Dollar, erhöhte sich in der Postproduktion aber auf 20 Millionen Dollar, weswegen der Film damals eines der teuersten Filmmusicals überhaupt war. Die hohen Kosten rührten vor allem von aufwendigen Preview-Partys her, die Carr vor Ende der Dreharbeiten veranstaltete. Deswegen wurde die Produktion im ersten offiziellen Trailer als „Musical-Ereignis der 1980er Jahre“ beschrieben.
Im Mai 1980, knapp einen Monat vor der Filmpremiere, strahlten mehrere US-amerikanischen Fernsehsender gleichzeitig die einstündige, von Jenner und Perrine moderierte Sendung Magic Night aus. Die beiden stellten die Produktion näher vor und interviewten neben mehreren Ensemblemitgliedern weitere Gäste, unter anderem Cher sowie Hugh Hefner. Die Village People trugen zudem das Lied Ready for the ’80s! vor, das im Film keine Verwendung fand.
Baskin-Robbins, eine Eiscafé-Kette, brachte zum Start des Films die limitierte Sorte Can’t Stop the Nuts mit Kokos-Schokoladen-Geschmack als Merchandiseprodukt heraus. In der Produktion sind zudem zahlreiche Produktplatzierungen für das Unternehmen zu sehen.

### Kino- und Soundtrackveröffentlichung
Der Film kam in den USA am 19. Juni 1980 in die Kinos. Er erhielt von der MPAA eine PG-Wertung, also den Hinweis, dass Kinder die Produktion aufgrund möglicherweise ungeeigneter Szenen nur zusammen mit Erwachsenen sehen sollten. Der Hauptgrund für die Wertung war neben mehreren sexuellen Anspielungen wahrscheinlich die YMCA-Szene, in der die meisten Charaktere teilweise oder vollständig nackt zu sehen sind. Der deutsche Kinostart erfolgte am 7. August desselben Jahres.
In den Vereinigten Staaten war Supersound und flotte Sprüche ein Flop und spielte bei seinem Budget von 20 Millionen Dollar nur 2 Millionen Dollar wieder ein. Ein Grund hierfür könnte neben der in der Zwischenzeit sehr stark gesunkenen Beliebtheit des Disco-Genres in den Vereinigten Staaten auch die zeitgleiche Veröffentlichung der beim Publikum erfolgreichen Produktionen Blues Brothers sowie Brubaker gewesen sein. Lediglich in Australien erzielte der Film ein hohes Einspielergebnis, das jedoch diesen finanziellen Verlust nicht ausgleichen konnte.
Das Soundtrack-Album des Films erwies sich für die Produzenten als etwas größerer Erfolg. Obwohl es in den USA mit dem 47. Platz der Billboard 200 hinter den Erwartungen zurückblieb, wurden im Ausland ungefähr zwei Millionen Platten verkauft. In Australien und Spanien erreichte es den 1. Platz der Charts, in weiteren Ländern, beispielsweise Finnland und Neuseeland, befand es sich in den Top 10. In Australien erhielt der Soundtrack eine Platin-Schallplatte, in Spanien eine goldene Schallplatte. Einige von Morali stammende Instrumentalstücke, die im Film im Hintergrund zu hören sind, kamen im Gegensatz zum Soundtrack-Album lediglich in Australien als LP heraus.

### Heimkinoveröffentlichungen und Fernsehausstrahlungen
Supersound und flotte Sprüche erschien 1980 in den USA auf einer VHS-Kassette. 2002 wurde die Produktion in den Vereinigten Staaten als DVD veröffentlicht, 2019 als Blu-ray. Auf letzterer sind neben alten Trailern für den Film unter anderem ein Audiokommentar von Carr, Villanch und dem Produzenten Jeffrey Schwarz sowie ein Interview mit Randy Jones enthalten. In den USA ist die Produktion zudem bei mehreren Streamingdiensten abrufbar.
Aufgrund des großen Erfolgs der Produktion in Australien wird Supersound und flotte Sprüche seit Anfang der 2010er Jahre stets in der Silvesternacht auf dem Sender Channel Nine gezeigt.
In Deutschland ist der Film als DVD und bei Prime Video erhältlich. Von 2006 bis 2011 wurde die Produktion in unregelmäßigen Abständen auf Kinowelt TV ausgestrahlt. Auf der DVD, im Filmportal Kino.de, bei den Fernsehausstrahlungen und Prime Video trägt der Film den Titel Can’t Stop the Music. In der Filmdatenbank Schnittberichte und auf den Webseiten der Cinema sowie TV Today ist er hingegen als Supersound und flotte Sprüche aufgeführt, während Moviepilot beide Bezeichnungen kennt. Der Grund hierfür ist wahrscheinlich die Veröffentlichung des Films in Deutschland unter beiden Titeln.
Am 8. September 2023 wurde der Film innerhalb der Sendereihe Die schlechtesten Filme aller Zeiten (SchleFaZ) auf Tele 5 von Oliver Kalkofe und Peter Rütten präsentiert.

## Rezeption
In der Internet Movie Database erreichte der Film eine Bewertung von 4,2 von zehn Sternen basierend auf 4.332 abgegebenen Stimmen. Bei Rotten Tomatoes beträgt die Kritiker-Wertung 22 Prozent basierend auf 18 Kritiken, der Zuschauer-Wert 37 Prozent basierend auf über 2.500 Stimmen.
Janet Maslin bezeichnete die Handlung zwischen den Musiknummern als „peinliche Stille“. Die schauspielerischen Leistungen reichten von lustig (Sand) bis charmant amateurhaft (Jenner) oder grotesk (Sokol). Diese Unausgeglichenheit tue dem homogenisierten Film jedoch gut, der bis auf einige Zoten nicht wirklich Erwachsene anspreche. Dafür seien einige der Musiknummern wie Y.M.C.A. „energiegeladen“, andere dafür „blutleer“. Das einzige angenehme Element des Films sei letztlich, dass er nie „allzu gekünstelt“ wirke. Die TV Guide beschrieb Supersound und flotte Sprüche als „verpfuschte Angelegenheit“, die überhaupt keine Handlung besitze, von Carr mit „selbstherrlichem Elan“ beworben wurde und beim Kinopublikum kaum Aufsehen erregte. Laut Variety bedienten sich die Drehbuchautoren der alten Methode, den Plot durch eine Show zu ersetzen. Die beste Nummer sei die Y.M.C.A.-Szene, die einem Aqua-Musical mit Esther Williams gleiche. Dafür müssten die Village People und Jenner „in Sachen Schauspiel“ noch viel üben. Eric Snider von MTV kritisierte vor allem Guttenberg, Perrine und Jenner, die alle wie „unbeholfene Amateure“ wirkten. Trotz vielfacher absurder Szenen sei das Markanteste am Film aber die Nichterwähnung von Homosexualität. In der „äußerst homoerotischen Camp-Welt“ von Supersound und flotte Sprüche scheine nur Heterosexualität zu existieren. Dies führe zu bizarren Momenten, in denen beispielsweise heterosexuelle Männer zusammen nackt herumtollen oder der homosexuelle Rose von einer Frau verführt wird. Alan Jones von der RadioTimes schrieb, dass der Film, der früher als „verlogen, geniert und veraltet“ kritisiert wurde, mit seinen versteckten augenzwinkernden Anspielungen auf Homosexualität lustig sei und die Suche nach diesen Andeutungen zudem Spaß mache. Auch lohne sich das Ansehen wegen Havoc und Grimes, die der „quirligen Nostalgie“ das „nötige Maß an Kitsch“ verliehen. Der Filmdienst befand, dass die Story zwar „dürftig und wenig originell“ sei, zumindest aber „relativ flott“ vorangehe.

## Nachwirkung des Films

### Auswirkungen auf die Filmbranche

#### Beliebtheit des Musical-Genres
In den 1970er Jahren hatte die Popularität von Filmmusicals in den Vereinigten Staaten stark abgenommen, die als veraltet und nicht mehr dem Zeitgeist entsprechend galten. Deswegen wurden in Hollywood in dem Jahrzehnt kaum noch Filme dieses Genres produziert. Nach dem Erfolg von Saturday Night Fever 1977 versuchten sich mehrere Studios wie EMI Films mit Supersound und flotte Sprüche an neuen Disco-Musical-Produktionen. Allerdings verlor das Disco-Genre in diesen Jahren immer weiter an Popularität, laut Historikern aufgrund eines gesellschaftspolitisch konservativen Wandels in der US-amerikanischen Gesellschaft, da es mit sexueller Befreiung und Homosexualität assoziiert worden sei. Aufgrund der finanziellen Misserfolge von Filmen wie Supersound und flotte Sprüche und Xanadu produzierten die meisten großen Filmstudios erst viele Jahre später wieder Musicals.

#### Inspiration für die Goldenen Himbeere
Nachdem der Publizist John J.B. Wilson Supersound und flotte Sprüche sowie Xanadu als Double Feature gesehen hatte, ärgerte er sich nach eigener Aussage über die schlechte Qualität der beiden Produktionen. Deswegen kam ihm die Idee, eine Negativauszeichnung für Filme einzuführen. 1981 hielt er als eine Art Gegenstück zu den Oscars nach deren Verleihung eine zweite Feier ab. Dort ließ er Freunde über die ersten Gewinner der Goldenen Himbeere abstimmen. Diese Verleihung wurde durch die Presse in den folgenden Jahren sowohl national als auch international immer bekannter. Wilson nahm Supersound und flotte Sprüche viele Jahre später in seinem Buch The Official Razzie Movie Guide in die Liste der 100 unterhaltsamsten schlechtesten Filme auf.

### Auswirkungen auf die Karrieren von Jenner, Walker und den Village People
Im Filmgeschäft konnte sich Jenner nach dem Misserfolg von Supersound und flotte Sprüche nicht etablieren und war danach nur noch gelegentlich in Nebenrollen in Fernsehserien wie CHiPs oder Mord ist ihr Hobby zu sehen. Auch für Walker blieb Supersound und flotte Sprüche die einzige Regiearbeit im Kinobereich. Nach der Veröffentlichung wandte sie sich als Darstellerin und Regisseurin wieder dem Fernsehen zu.
Neben dem cineastischen Misserfolg führten auch die Unbeliebtheit des Disco-Genres sowie eine gescheiterte Neuausrichtung als New-Wave-Band zum kurzzeitigen Ende der Village People 1986. Nach einigen Jahren gründete sich die Band mit teils anderen Mitgliedern neu und tritt seitdem wieder regelmäßig auf. Am 7. Mai 2012 verlangte Willis von Can’t Stop Productions und Scorpio Music zum 1. Januar 2013 die Urheberrechte an den drei Soundtrack-Liedern Y.M.C.A., Milkshake und Magic Night zurück. Beide Labels weigerten sich, da es für diesen Schritt die Zustimmung aller Autoren brauche. Der Fall kam schließlich vor ein Bundesgericht in Kalifornien. Der zuständige Richter gab Willis Recht, da ein Co-Autor, der seinen Anteil am Lied-Erlös von den anderen Schreibern unabhängig verwalte, die Urheberrechte ohne deren Zustimmung zurückverlangen könne. Ein Jahr später entschied das Gericht, dass Belolo fälschlicherweise als Autor der Lieder aufgeführt wurde. Da sie deswegen nur zwei Autoren hatten, verfügt Willis seitdem über 50 Prozent des Erlöses der von ihm komponierten Soundtrack-Stücke.

### Auswirkungen auf die Produzenten
Trotz des großen Verlusts von Supersound und flotte Sprüche arbeitete Carr weiter als Filmproduzent. Sein nächstes Projekt war die Fortsetzung von Grease. Grease 2 erspielte insgesamt bei einem Budget von 11,2 Millionen Dollar mit gut 15 Millionen Dollar das Siebenfache von Supersound und flotte Sprüche ein. Paramount betrachtete die Produktion trotz des positiven Ergebnisses aber dennoch als Flop, da sie bei Weitem nicht an den Erfolg des ersten Teils heranreichen konnte. Carr konzentrierte sich ab diesem Zeitpunkt verstärkt auf den Theaterbereich.
Supersound und flotte Sprüche war der erste große Flop von EMI Films. Deren nächste Produktion Da steht der ganze Freeway kopf  hatte mit Supersound und flotte Sprüche Zwischenfälle während der Dreharbeiten, eine Budget-Erhöhung auf ungefähr 20 Millionen Dollar, Barry Spikings als Co-Produzenten sowie ein schlechtes Einspielergebnis gemeinsam. EMI Films konnte die durch die beiden Produktionen entstandenen Verluste nicht ausgleichen, weswegen EMI die Tochterfirma fünf Jahre später an den Geschäftsmann Alan Bond verkaufte, der die noch unveröffentlichten Produktionen an Cannon Films weiterverkaufte und EMI Films somit endgültig auflöste.
Der britische Filmproduzent Lew Grade finanzierte mit Supersound und flotte Sprüche den ersten von drei Flops. Die negativen Einspielergebnisse der nachfolgenden Die Legende vom einsamen Ranger sowie Hebt die Titanic hatten den Verkauf des restlichen Filmkatalogs seiner Produktionsfirma ITC Entertainment an Universal Studios und Grades Rücktritt als Firmenpräsident zur Folge. Nach weiteren Eigentümerwechseln wurde ITC schließlich 1995 zur Fernsehproduktionsfirma PolyGram Television umgestaltet und 1997 in Universal Television eingegliedert.

## Auszeichnungen und Nominierungen (Auswahl)
Young Artist Award 1980
- Nominierung in der Kategorie Bestes Familien-Musikalbum

Goldene Himbeere 1981
- Auszeichnung in der Kategorie Schlechtester Film

- Auszeichnung in der Kategorie Schlechtestes Drehbuch, für Allan Carr und Bronte Woodard

- Nominierung in der Kategorie Schlechteste Regie, für Nancy Walker

- Nominierung in der Kategorie Schlechtester Schauspieler, für Caitlyn Jenner[A 1]

- Nominierung in der Kategorie Schlechteste Schauspielerin, für Valerie Perrine

- Nominierung in der Kategorie Schlechteste Nebendarstellerin, für Marilyn Sokol

- Nominierung in der Kategorie Schlechtester Song, für (You) Can’t Stop The Music, Musik und Text von Jacques Morali

Goldene Himbeere 2005
- Nominierung in der Kategorie Schlechtestes Musical in 25 Jahren Goldene Himbeere

## Synchronisation
| Rolle                  | Darsteller       | Synchronsprecher  |
| ---------------------- | ---------------- | ----------------- |
| Alex, der G.I.         | Alex Briley      | Lutz Riedel       |
| Glenn, der Ledermann   | Glenn Hughes     | Ulrich Gressieker |
| Randy, der Cowboy      | Randy Jones      | Thomas Petruo     |
| Ray, der Polizist      | Ray Simpson      | Claus Jurichs     |
| Jack Morell            | Steve Guttenberg | Ronald Nitschke   |
| Samantha „Sam“ Simpson | Valerie Perrine  | Alexandra Lange   |
| Steve Waits            | Paul Sand        | Jürgen Thormann   |
| Sydney Channing        | Tammy Grimes     | Beate Hasenau     |
| Helen Morell           | June Havoc       | Elisabeth Ried    |
| Norma White            | Barbara Rush     | Renate Danz       |
| Alicia Edwards         | Altovise Davis   | Rita Engelmann    |
| Lulu Brecht            | Marilyn Sokol    | Liane Rudolph     |
| Richard Montgomery     | Russell Nype     | Horst Schön       |
| Benny Murray           | Jack Weston      | Wolfgang Völz     |